# El columpio (1787)
El columpio es un lienzo de Francisco de Goya, realizado para la quinta El Capricho de los duques de Osuna en 1787. Forma parte de la serie conocida como cuadros para la alameda de los duques de Osuna.

## Análisis
Como toda la serie, está impregnada de temáticas populares para el salón del duque. Entre la serie destacan cuadros como Asalto al coche, La caída, La cucaña y Procesión de aldea. 
En El columpio, cuyo tema había abordado Goya años atrás, los majos se divierten al son de la guitarra, tocando y cantando al aire libre. El ambiente límpido y difuminado crea una atractiva atmósfera. El panorama lumínico y la gama cromática se acerca a la técnica de los cartones para tapices. Pero aquí la pincelada es más rápida y vigorosa, sin ahondar en detalles como otrora lo hacía el pintor.

## Patrimonio
El lienzo fue declarado Bien de Interés Cultural por el ministerio de Cultura el 24 de julio de 1987.

## Robo
El 8 de agosto de 2001 fue sustraído, junto con otros cuadros y joyas, del domicilio madrileño de Esther Koplowitz. La empresaria española disfrutaba del usufructo vitalicio del cuadro tras su divorcio de Alberto Alcocer, su propietario. El lienzo fue recuperado en junio de 2002 en la capital española. En aquel momento, los expertos lo valoraban en 2 000 millones de pesetas (12 millones de euros, aproximadamente).